# 18e sommet de la francophonie
Pour un article plus général, voir Sommet de la francophonie.
Le 18e sommet de la francophonie a lieu les 19 et 20 novembre 2022 à Djerba, en Tunisie

## Contexte
Le sommet devait avoir lieu les 20 et 21 novembre 2021 à Djerba, en Tunisie,. Le 12 octobre 2021, le conseil permanent de la francophonie annonce le report de l'édition pour l'automne 2022.
Le thème principal est « La connectivité dans la diversité : le numérique, vecteur de développement et de solidarité dans l'espace francophone ».
Cette rencontre intervient dans un contexte délicat marqué notamment par la prolifération des crises et des conflits dus à l'extension de la menace terroriste mondiale, à la montée du fondamentalisme, de la xénophobie et du populisme d'une part et à l'aggravation de la crise économique mondiale, du fait de l'impact de la pandémie de Covid-19 ainsi que de la crise ukrainienne sur la quasi-totalité des économies du monde d'autre part.

## Leaders participants

### Chefs d'État et de gouvernement
- Kaïs Saïed, président de la République tunisienne (hôte)
- Edi Rama, Premier ministre d'Albanie
- Nikol Pachinian, Premier ministre d'Arménie
- Alexander De Croo, Premier ministre de Belgique
- Pierre-Yves Jeholet, ministre-président de la Communauté française de Belgique
- Mariam Chabi Talata, vice-présidente du Bénin
- Iliana Iotova, vice-présidente de Bulgarie
- Évariste Ndayishimiye, Président de la république du Burundi
- Justin Trudeau, Premier ministre du Canada
- François Legault, Premier ministre du Québec
- Jean-Michel Sama Lukonde Kyenge, Premier ministre de la république démocratique du Congo
- Alassane Ouattara, président de la république de Côte d'Ivoire
- Emmanuel Macron, président de la République française
- Ali Bongo, président de la République gabonaise
- Vjosa Osmani, présidente de la république du Kosovo
- Xavier Bettel, Premier ministre du Luxembourg
- Christian Ntsay, Premier ministre de Madagascar
- Mohamed Ould Ghazouani, président de la république islamique de Mauritanie
- Maia Sandu, présidente de la république de Moldavie
- Dritan Abazović, Premier ministre du Monténégro
- Mohamed Bazoum, président de la république du Niger
- Paul Kagame, président de la république du Rwanda
- Macky Sall, président de la république du Sénégal
- Wavel Ramkalawan, président de la république des Seychelles
- Borut Pahor, président de la république de Slovénie
- Ignazio Cassis, président de la Confédération suisse
- Faure Gnassingbé, président de la République togolaise
- Louise Mushikiwabo, secrétaire générale de la Francophonie
- Moussa Faki, président de la Commission de l'Union africaine
- Charles Michel, président du Conseil européen

### Ministres des Affaires étrangères
- Maria Ubach Font, ministre andorrane des Affaires étrangères
- Lejeune Mbella Mbella, ministre camerounais des Relations extérieures
- Sylvie Baïpo-Temon, ministre centrafricaine des Affaires étrangères
- Jean-Claude Gakosso, ministre des Affaires étrangères, de la Francophonie et des Congolais de l’étranger
- Yiseang Chhiv, secrétaire d'État auprès du ministre des Affaires étrangères et de la Coopération internationale du Cambodge

### Absents
Certains membres sont suspendus et donc absents :
- Burkina Faso
- Guinée
- Mali
- Tchad